# Gottfried Torbicki
Gottfried Torbicki (* 1. Februar 1935 in Zoppot) ist ein ehemaliger deutscher Politiker und Funktionär der DDR-Blockpartei National-Demokratische Partei Deutschlands (NDPD). 
Gottfried Torbicki ist der Sohn eines Sattlers, stammt aus dem Gebiet der Freien Stadt Danzig und schlug nach der Schule eine Ausbildung zunächst zum Sattler, dann zum Tapeziermeister, Gesellschaftswissenschaftler und Diplom-Staatswissenschaftler ein. Er wurde Direktor des VEB Bootsbau „Eikboom“ Rostock. Er trat der nach dem Zweiten Weltkrieg in der Sowjetischen Besatzungszone neugegründeten NDPD bei. Bei den Wahlen zur Volkskammer war Torbicki Kandidat der Nationalen Front der DDR. Von 1967 bis 1990 war er Mitglied der NDPD-Fraktion in der Volkskammer der DDR.